# NGC 1977
NGC 1977 é um aglomerado aberto com nebulosa na direção da constelação de Orion. O objeto foi descoberto pelo astrônomo William Herschel em 1786, usando um telescópio refletor com abertura de 18,6 polegadas. 